# Ruina montium
Ruina montium (lateinisch Zerstörung von Bergen) war eine antike römische Bergbautechnik, die von Plinius dem Älteren in seiner Naturalis historia (Naturgeschichte 33.21) als das „Durchlöchern der Berge und späteres Überschwemmen mit Hilfe großer Mengen Wassers“ beschrieben wurde.

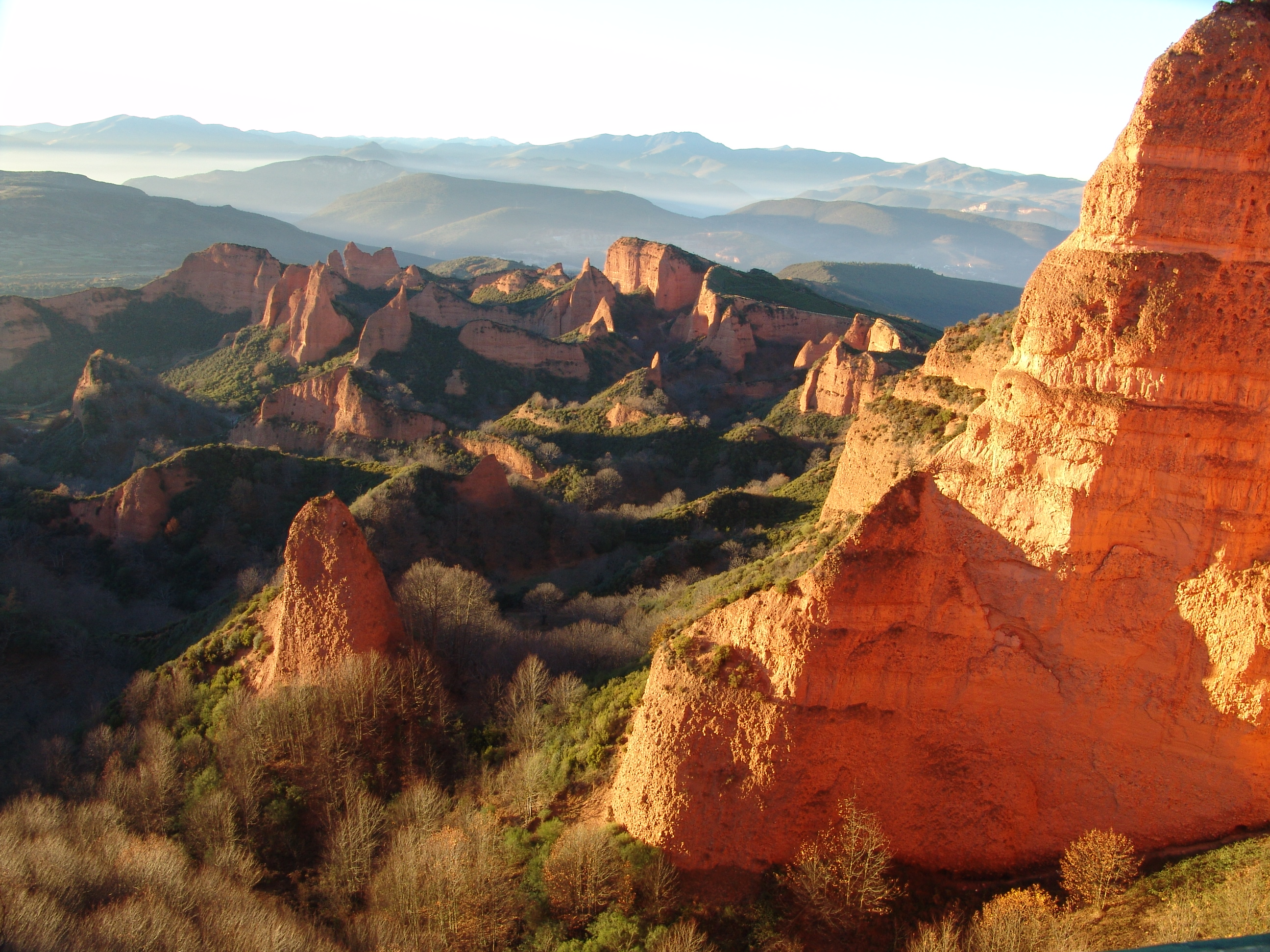
Panorama von Las Médulas

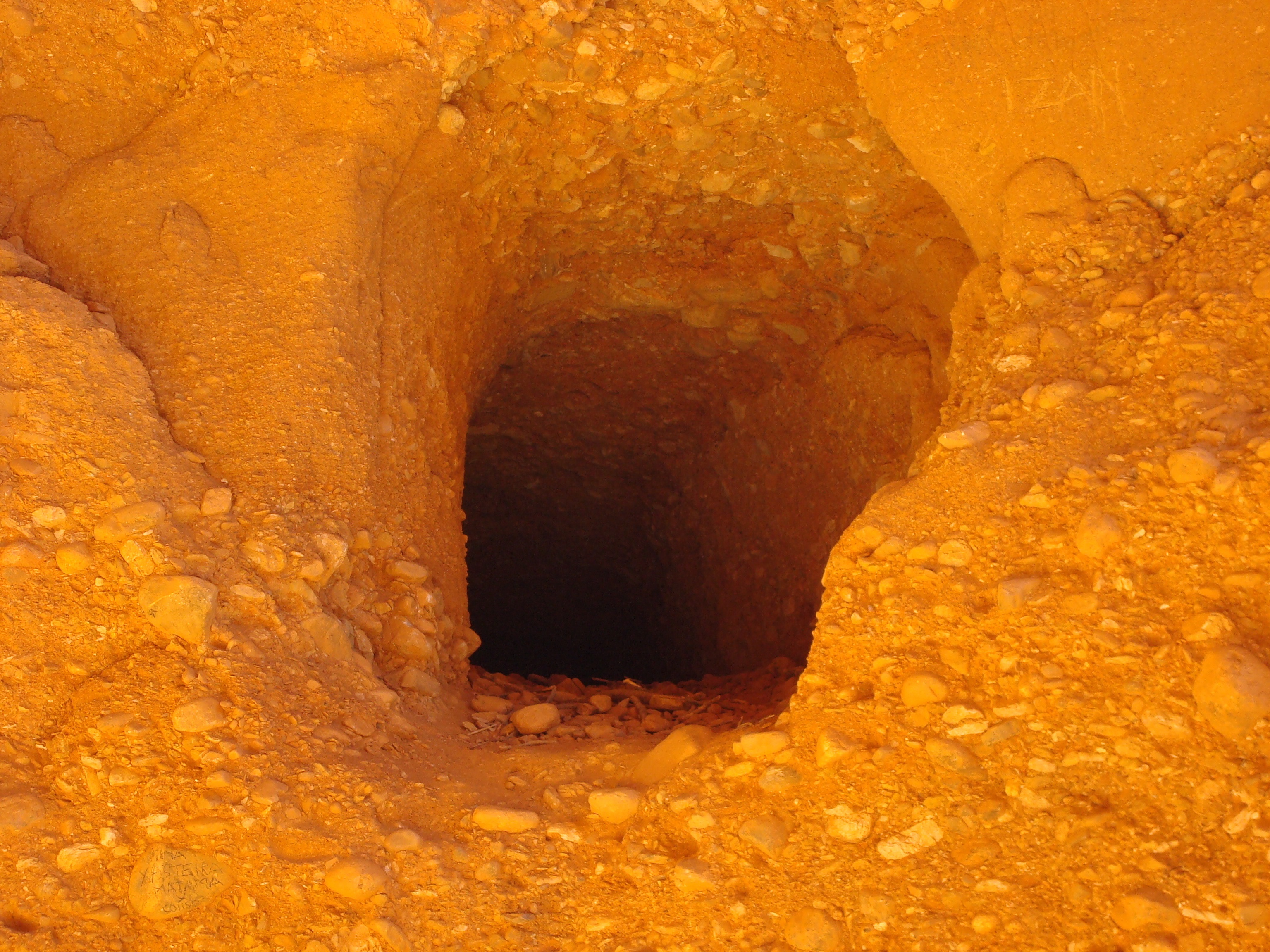
Wasserschacht in Las Médulas

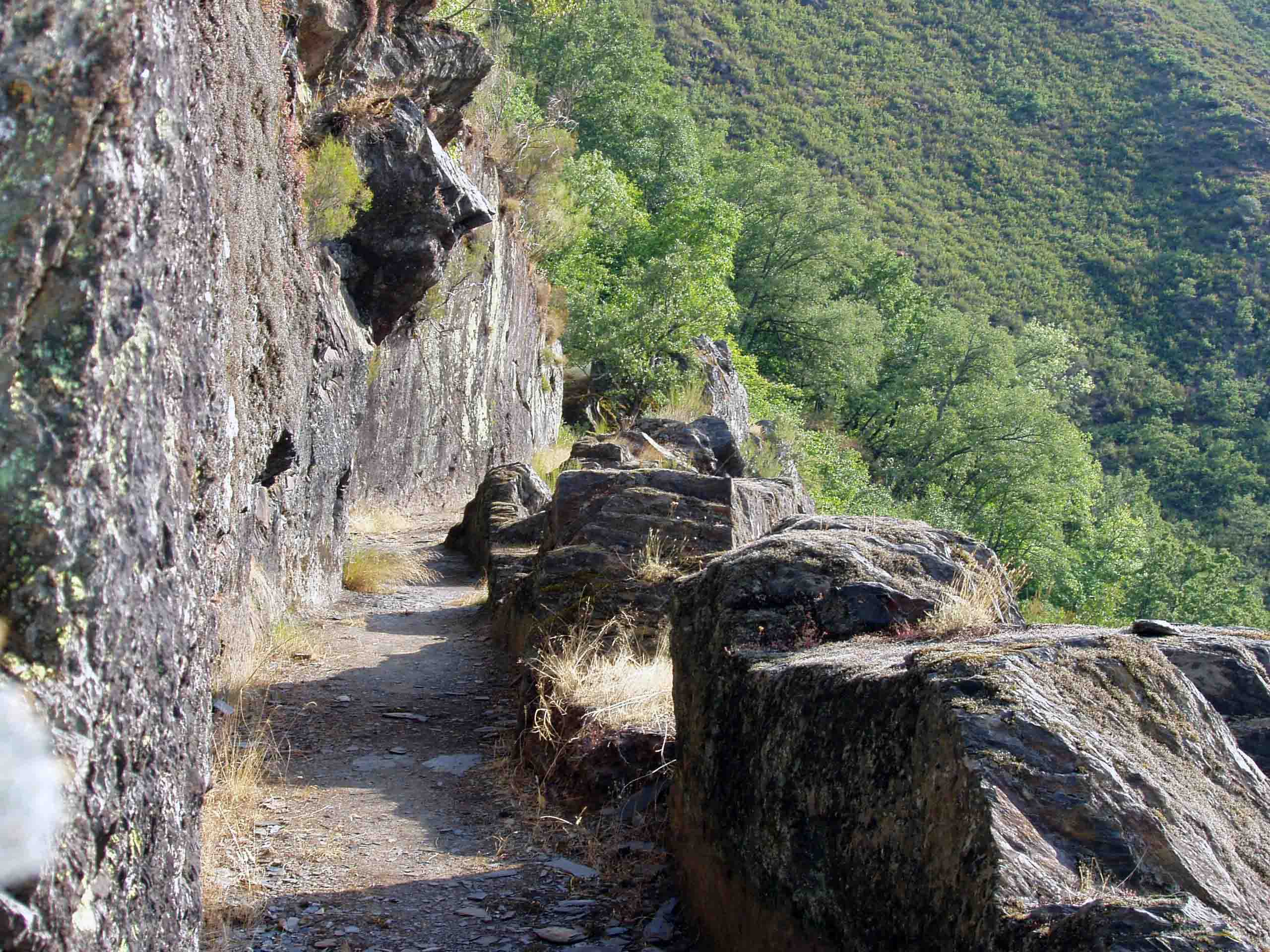
Römischer Kanal von Llamas de Cabrera

## Wirkungsprinzip
Man nimmt an, dass diese Art des Bergbaus auf dem Prinzip des Pascalschen Gesetzes beruht. Die Bergleute gruben zunächst lange schmale Hohlräume in mehreren Ebenen und Schächte in einen Berg. Das spätere Befüllen der Hohlräume mit Wasser aus eigens dafür angelegten Zufuhrkanälen und einem angelegten Stausee erzeugte schließlich einen großen Druck, der ausreichte, um diese Hohlräume vollständig aufzubrechen.

Auf diese Art wurden buchstäblich ganze Hügel abgetragen und es entstanden Landschaftsbilder, wie beispielsweise das spanische Las Médulas. Um hier die benötigten Mengen Wasser aus der Sierra de la Cabrera heranzubringen, wurde ein über 100 Kilometer langes Kanalsystem erbaut und Teile dieses Systems sind noch heute erhalten.
Die Römer hatten im Laufe der Zeit entdeckt, dass die Kraft des Wassers größer war, wenn sie auf einmal freigesetzt wurde. Anstatt die Stollen nur langsam mit Wasser zu befüllen, bauten sie riesige Wasserbecken über den Kavernen. Sobald diese gefüllt waren, öffneten sie ihre Schleusen. Das Wasser strömte in den Stollen nun mit hoher Geschwindigkeit nach unten, aber da es keinen Ausgang nach außen hatte und Wasser eine nahezu nicht komprimierbare Flüssigkeit ist, kam das Wasser an den Enden der Hohlräume plötzlich zum Stillstand, als der Stollen gefüllt war. Durch dieses harte Abbremsen wurde eine Hochdruckwelle bzw. ein Druckstoß erzeugt, der schließlich den bereits geschwächten Berg zum Einsturz brachte.